# Mario Ríos
Mario Enrique Ríos Santander (Los Ángeles, 17 de enero de 1945) es un profesor de filosofía, empresario agrícola y político chileno, miembro del partido Renovación Nacional (RN). Se desempeñó como regidor por Los Ángeles desde 1966 hasta 1969 y, como diputado por la decimonovena agrupación departamental de La Laja, Nacimiento y Mulchén, por dos periodos consecutivos, entre 1969 y 1973. Posteriormente, fue subsecretario General de Gobierno durante la dictadura militar de Augusto Pinochet, entre 1977 y 1979, sirviendo simultáneamente como alcalde de Pudahuel. Luego del retorno a la democracia, ejerció como senador por la 13.ª Circunscripción Sur (Región del Bíobío), por dos periodos consecutivos, desde 1990 hasta 2006.

## Familia y estudios
Nació en la comuna chilena de Los Ángeles el 17 de enero de 1945, hijo del exdiputado Mario Ríos Padilla y de María Elvira Santander Gibson. Es nieto del también exparlamentario conservador y filántropo Víctor Ríos Ruiz. Además, es tío del actual diputado Cristóbal Urruticoechea.
Realizó los estudios secundarios en el Colegio San Ignacio, en Santiago. Luego ingresó al Instituto Carlos Casanueva donde efectuó cursos de filosofía, los que dejó inconclusos para viajar a Francia donde participa en la actividad teatral parisiense. En 1964, asistió como alumno oyente a las cátedras de Arte y Filosofía en la Pontificia Universidad Católica de Chile (PUC), donde paralelamente se desempeña durante dos años como director de la compañía de Teatro de la Facultad de Derecho. Se tituló de la carrera de filosofía, ejerciendo como profesor en dicha materia en la Universidad de Concepción y en otras instituciones de educación superior chilenas y extranjeras.
Se casó en dos oportunidades, primero con Patricia Peñafiel Salas, y en segundas nupcias con Sara Saavedra Ramírez. Tuvo cinco hijos, siendo uno de ellos también político: Mario Ríos Peñafiel, quien ocupó el cargo de concejal de Los Ángeles, y falleció en 2013.

## Vida laboral
En el ámbito privado, luego de la muerte de su padre en 1998, se dedicó a las labores agrícolas en los fundos «Campo Lindo» y «Campo Nuevo», ubicados cerca de la ciudad de Los Ángeles, Región del Biobío, dedicándose al cultivo de berries. En 1985 recibió la distinción como "Mejor Productor de Remolacha" y actualmente está dedicado a las labores agrícolas.
Entre sus múltiples intereses, destaca a su vez su participación en la actividad cultural-filosófica como escritor de obras de teatro, colaborador de medios periodísticos nacionales y estudioso en materia de institucionalidad religiosa, llegando a convertirse en un referente mundial en dicha materia. Ha sido invitado a dictar conferencias y charlas en Europa, Asia y América del Sur.

## Carrera pública

### Inicios

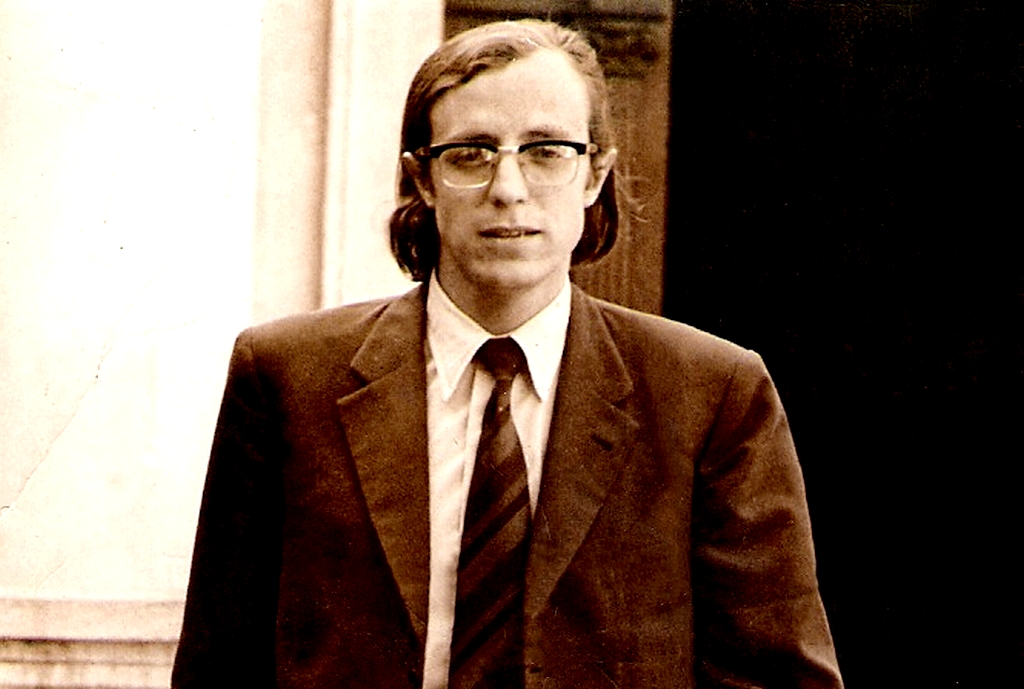
Mario Ríos durante su juventud.

Inició su carrera política en su juventud, al ingresar al Partido Conservador Unido (PCU); más adelante, en 1966 se integró al Partido Nacional (PN), donde llegó a ser presidente de la juventud de dicho partido en la provincia de Biobío por un año. Se desempeñó como director provincial del partido en 1969, llegando a ser miembro del Directorio General.
En 1966, con veintiún años, fue electo regidor de la ciudad Los Ángeles en representación del PN hasta 1969, siendo uno de sus cofundadores participando en la elaboración del documento doctrinario La Nueva República.

### Diputado por El Biobío
Se presentó en las elecciones parlamentarias 
de 1969, con la edad de veinticuatro años, resultando electo como diputado por la decimonovena agrupación departamental, correspondiente a La Laja, Nacimiento, Mulchén y Los Ángeles, periodo legislativo 1969-1973. Integró la Comisión Permanente de Educación Pública y la de Gobierno Interior. Fue además, miembro de la Comisión Especial Investigadora del Problema Universitario en 1969 y de la Comisión Especial Investigadora Encargada de Informar Acerca de las Organizaciones "Chile Joven", "Acciones Mujeres de Chile" y la de Encuesta Política realizada en Santiago. De igual manera, fue miembro del Comité Parlamentario de su partido. Durante este período asumió la vicepresidencia del Parlamento Latinoamericano (Parlatino). Fue reelecto en las elecciones de mayo de 1973, donde integró la Comisión permanente de Educación Pública; la de Defensa Nacional, Educación Física y Deportes y la de Régimen Interior, Administración y Reglamento. También asumió la jefatura del Comité Parlamentario del Partido Nacional. Dejó su cargo el 21 de septiembre ese mismo año tras el golpe de Estado y posterior disolución del Congreso Nacional.

### Funcionario durante la dictadura militar
Durante la dictadura militar fue designado como alcalde de la comuna de Los Ángeles en 1974, mientras ejercía dicho cargo, en 1976, presidió la delegación chilena ante el Congreso Iberoamericano de Alcaldes y un año después fue designado alcalde de Pudahuel. En 1978 ejerció la presidencia de Chilefilms; paralelamente, fue asesor de los ministros de Salud y de Hacienda. El 3 de diciembre de 1977 fue nombrado subsecretario del Ministerio Secretaría General de Gobierno (Segegob), cargo que desempeñó hasta el 1 de junio de 1979, donde cumplió un rol relevante en la articulación de acuerdos para evitar la guerra con Argentina y ejerciendo un rol asesor del general Augusto Pinochet.
En el ámbito de la administración de salud pública, entre 1979 y 1980 fue director ejecutivo del Área de Salud y administrador de Hospitales de la Corporación Nacional de Desarrollo Social, cargo que asumió nuevamente en 1986. Impulsó y presentó una ley sobre regionalización de salud, la que fue aprobada por el ministerio del ramo y la Oficina de Planificación Nacional (ODEPLAN).

### Transición a la democracia; vuelta a la Cámara alta
En 1987 ingresó a Renovación Nacional (RN) y tras el retorno a la democracia, se presentó en las elecciones parlamentarias de 1989 como candidato a senador por la 13° Circunscripción, Biobío Cordillera, periodo 1990-1998, resultando electo con el 20,62 % de los votos. Durante este período integró la Comisión Permanente de Gobierno y la de Vivienda y Urbanismo, presidiendo ambas. Fue senador reemplazante en la Comisión Permanente de Derechos Humanos, Nacionalidad y Ciudadanía durante doce años y senador reemplazante en la Comisión Permanente de Vivienda y Urbanismo, siendo integrante de las dos últimas. Durante este periodo fue director ejecutivo del Foro Parlamentario Asia-Pacífico, recibiendo del presidente Patricio Aylwin Azócar una condecoración que lo distinguió por el impulso a la regionalización del país.
En las parlamentarias de 1997 fue reelecto senador por la misma circunscripción senatorial, por el período 1998-2006, integrando la Comisión Permanente de Salud, la que presidió; la de Pesca, Acuicultura e Intereses Marítimos y la de Trabajo y Previsión Social. Fue miembro de la Comisión Especial de Culto, de la que fue impulsor. En 1998 fue elegido vicepresidente del Senado, cargo que ejerció durante cuatro años, hasta 2002. Estando en este cargo se reunió en Beijing (China) con Li Peng, presidente del Comité Permanente de la Asociación Popular Nacional, el 18 de julio de 2000. El 14 de octubre de 1999 se promulgó la «Ley de Cultos» (Ley sobre la constitución jurídica de las iglesias y organizaciones religiosas), de la cual fue uno de los principales impulsores.
Se presentó a la reelección en 2005, pero fue derrotado por Víctor Pérez Varela, miembro de la Unión Demócrata Independiente (UDI).

### Actividades posteriores
Entre 2012 y 2016 se desempeñó como ministro del Tribunal Calificador de Elecciones (Tricel), designado por sorteo por la Corte Suprema como exvicepresidente del Senado.

## Historial electoral

### Elecciones parlamentarias de 1973
- Elecciones parlamentarias de 1973, candidato a diputado por la 19.ª Agrupación Departamental de La Laja, Nacimiento, Mulchén y Los Ángeles.[4]

### Elecciones parlamentarias de 1989
- Elecciones parlamentarias de 1989, candidato a senador por la Circunscripción 13 (Biobío Cordillera)[5]

### Elecciones parlamentarias de 1997
- Elecciones parlamentarias de 1997, candidato a senador por la Circunscripción 13 (Biobío Cordillera)[6]

### Elecciones parlamentarias de 2005
- Elecciones parlamentarias de 2005, candidato a senador por la Circunscripción 13 (Biobío Interior)[7]